# Escalada esportiva nos Jogos Olímpicos de Verão de 2024
As competições de escalada esportiva nos Jogos Olímpicos de Verão de 2024 aconteceram entre 5 a 10 de agosto de 2024 no Local de Escalada Esportiva de Le Bourget em Saint-Denis, sendo a segunda aparição do esporte no programa olímpica desde a sua estreia oficial em Tóquio 2020.
Com apenas dois eventos na edição anterior, uma para cada gênero, entre todas as modalidades de escalada unificadas, para Paris houve a separação entre a escalada esportiva de velocidade e o novo combinado de lead (dificuldade) e boulder, com disputas nos dois naipes. Esta alteração permitiu ainda um aumento significativo na quantidade de escaladores, passando de 40 para 68.

## Qualificação
Um total de 68 vagas (28 para velocidade e 40 para o combinado lead e boulder) estavam disponíveis para Paris 2024, um incremento de setenta por cento com relação a Tóquio 2020 (40). Cada Comitê Olímpico Nacional (CON) teve direito a inscrever no máximo quatro escaladores (dois por gênero) nos dois eventos separados de cada gênero.
O período de qualificação começou no Campeonato Mundial da IFSC de 2023, entre 1 a 12 de agosto em Berna, na Suíça. Lá, dez vagas foram concedidas aos escaladores mais bem classificados, respeitando o limite de dois atletas por CON para cada gênero: os três primeiros colcoados do combinado lead+boulder, juntamente com o campeão e o vice-campeão da escalada de velocidade. O restante das vagas foi atribuído aos vinte escaladores elegíveis para o combinado e dez elegíveis para a velocidade, respectivamente, em cada um dos torneios continentais de qualificação (África, Américas, Ásia, Europa e Oceania) durante um período de três meses (setembro a dezembro de 2023) e em uma tríade de eventos da Série Qualificatória Olímpica realizada entre março e junho de 2024.
Como país anfitrião, a França reservou uma única vaga para cada gênero em todas as duas disciplinas. Mais quatro vagas de cota (duas por gênero) deram direito aos CONs competirem em cada categoria pela regra de universalidade.

## Formato

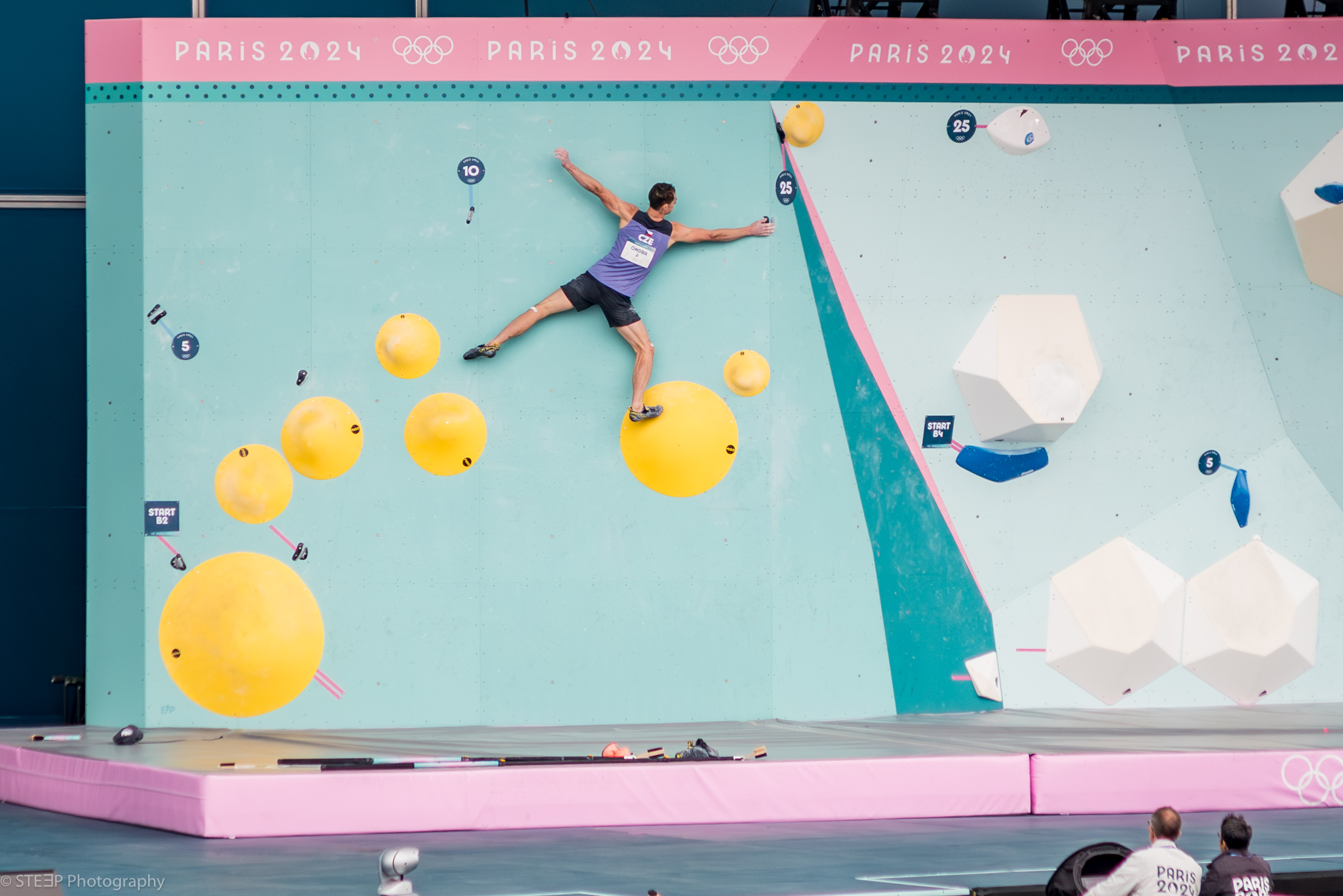
Adam Ondra competindo no boulder durante os Jogos

Desde a inclusão da escalada esportiva nas Olimpíadas, a Federação Internacional de Escalada Esportiva (IFSC) defendeu três eventos de medalha separados: boulder, lead e velocidade; no entanto, a escalada esportiva em Tóquio 2020 foi limitada a um único formato combinado para cada gênero. O formato, junto ao sistema de pontuação que definiu os medalhistas, recebeu críticas da comunidade da escalada esportiva, pela discrepância entre os especialistas na velocidade com relação aos competidores de lead e boulder. Contudo, para Paris 2024 o Comitê Olímpico Internacional decidiu conceder quatro medalhas em duas disciplinas separadas por gênero, a saber, um combinado de lead e boulder e a prova de velocidade.
Velocidade
A escalada de velocidade teve um evento independente, seguindo o formato padrão atual de eliminação simples, com os competidores subindo lado a lado em uma parede de 15 metros.
Combinado
Nos Jogos Olímpicos de 2020, os pontos foram calculados multiplicando a posição de cada competidor no lead, boulder e velocidade, vencendo quem tivesse a menor pontuação total. Com a velocidade separada do formato combinado para 2024, a IFSC introduziu um sistema que calcula a pontuação total das fases de lead e boulder, com os escaladores que acumularem mais pontos vencendo.
O formato de pontuação proposto foi distribuído da seguinte forma:
- Um atleta pode ganhar no máximo 200 pontos.
- Os pontos máximos para a fase de boulder são 100; cada um dos quatro problemas valendo até 25.
  - Atletas ganham 5 pontos por alcançar a primeira zona, 10 pela segunda e 25 pelo topo.
  - Um décimo de ponto (0,1) é deduzido a cada tentativa falhada de chegar ao topo.
- Os pontos máximos para a fase de lead são 100, obtidos ao chegar ao topo de um percurso.
  - Um atleta recebe pontos pelas 40 agarras. No lead, a "agarra" refere-se as diversas maneiras que os atletas usam os suportes para moverem-se e escalarem.[15]
  - Contando de cima para baixo, as últimas 10 agarras ganham 4 pontos cada, as 10 agarras anteriores ganham 3 cada, as 10 agarras anteriores ganham 2 cada e os 10 movimentos anteriores ganham 1 ponto cada.
  - Agarras abaixo dos 40 não acumulam pontos.

Este formato de pontuação foi usado pela primeira vez num evento teste em março de 2022 (com ligeiras alterações), antes de se tornar internacionalmente aplicado para os escaladores esportivos em outras competições.

## Calendário
As competições de escalada esportiva foram realizadas ao longo de seis dias, se encerrando com as finais do combinado feminino em 10 de agosto de 2024.
| B | Semifinal Boulder | L | Semifinal Lead | Q | Qualificatória | F | Final |

| DataEvento           | Seg 5 ago | Ter 6 ago | Qua 7 ago | Qui 8 ago | Sex 9 ago | Sáb 10 ago |
| -------------------- | --------- | --------- | --------- | --------- | --------- | ---------- |
| Combinado masculino  | B         |           | L         |           | F         |            |
| Velocidade masculino |           | Q         |           | F         |           |            |
| Combinado feminino   |           | B         |           | L         |           | F          |
| Velocidade feminino  | Q         |           | F         |           |           |            |

## Nações participantes
Ao todo, 22 CONs tiveram escaladores qualificados. Entre parênteses encontra-se representada a quantidade de competidores.
- RSA África do Sul (4)
- GER Alemanha (3)
- AUS Austrália (2)
- AUT Áustria (2)
- BEL Bélgica (1)
- KAZ Cazaquistão (1)
- CZE Chéquia (1)
- CHN China (7)
- KOR Coreia do Sul (3)
- SLO Eslovênia (3)
- ESP Espanha (2)
- USA Estados Unidos (8)
- FRA França (7)
- GBR Grã-Bretanha (4)
- INA Indonésia (4)
- IRI Irã (1)
- ITA Itália (4)
- JPN Japão (4)
- NZL Nova Zelândia (2)
- POL Polônia (2)
- SUI Suíça (1)
- UKR Ucrânia (2)

## Medalhistas
| Evento                        | Ouro                            | Prata                              | Bronze                         |
| ----------------------------- | ------------------------------- | ---------------------------------- | ------------------------------ |
| Combinado masculino detalhes  | Toby Roberts GBR Grã-Bretanha   | Sorato Anraku JPN Japão            | Jakob Schubert AUT Áustria     |
| Velocidade masculino detalhes | Veddriq Leonardo INA Indonésia  | Wu Peng CHN China                  | Sam Watson USA Estados Unidos  |
| Combinado feminino detalhes   | Janja Garnbret SLO Eslovênia    | Brooke Raboutou USA Estados Unidos | Jessica Pilz AUT Áustria       |
| Velocidade feminino detalhes  | Aleksandra Mirosław POL Polônia | Deng Lijuan CHN China              | Aleksandra Kałucka POL Polônia |

## Quadro de medalhas
| Ordem | País               | Medalha de ouro | Medalha de prata | Medalha de bronze |    | Ordem por total |
| ----- | ------------------ | --------------- | ---------------- | ----------------- | -- | --------------- |
| 1     | POL Polônia        | 1               |                  | 1                 | 2  | 1               |
| 2     | SLO Eslovênia      | 1               |                  |                   | 1  | 5               |
|       | GBR Grã-Bretanha   | 1               |                  |                   | 1  | 5               |
|       | INA Indonésia      | 1               |                  |                   | 1  | 5               |
| 5     | CHN China          |                 | 2                |                   | 2  | 1               |
| 6     | USA Estados Unidos |                 | 1                | 1                 | 2  | 1               |
| 7     | JPN Japão          |                 | 1                |                   | 1  | 5               |
| 8     | AUT Áustria        |                 |                  | 2                 | 2  | 1               |
| TOTAL | TOTAL              | 4               | 4                | 4                 | 12 | —               |